# Дюма, Фредерик
Фредерик Дюма (фр. Frédéric Dumas; 14 января 1913 — 26 июля 1991) — французский океанолог, дайвер и кинооператор, пионер подводной съемки. Работал в команде Жак-Ива Кусто.

## Биография
Родился 14 января 1913 в городе Альби на юге Франции. С юных лет увлекался подводной рыбалкой. В 1937 году познакомился с Жаком Кусто и Филиппом Тайле. В 1942 году Фредерик снялся в фильме Кусто «Восемнадцать метров под водой» (фр. Par dix-huit mètres de fond). С этого времени он неоднократно принимал участие в съемках фильмов Кусто. В 1953 году в соавторстве с Кусто написал книгу «Безмолвный мир: история подводных открытий и приключений». Это была их первая совместная книга.
Дюма участвовал в испытании батискафа FNRS II профессора Жака Пикара 1949 года в Дакаре. Он был членом-основателем Морского исследовательского общества и служил в Совете директоров Общества.
После выхода на пенсию посвятил себя подводной археологии. Фредерик Дюма умер 26 июля 1991 года в Тулоне в возрасте 78 лет.

## Киновоплощения
- Одиссея — Оливье Гальфион